# Grande Prêmio da Suíça de 1952
Resultados do Grande Prêmio da Suíça de Fórmula 1 realizado em Bremgarten à 18 de maio de 1952. Primeira etapa da temporada, nela o italiano Piero Taruffi conquistou a única vitória de sua carreira.

## Classificação da prova
| Pos. | Nº | Piloto                      | Construtor          | Voltas | Tempo/Diferença      | Grid | Pontos |
| ---- | -- | --------------------------- | ------------------- | ------ | -------------------- | ---- | ------ |
| 1    | 30 | Piero Taruffi               | Ferrari             | 62     | 3:01:46.1            | 2    | 9      |
| 2    | 42 | Rudi Fischer                | Ferrari             | 62     | + 2:37.2             | 5    | 6      |
| 3    | 6  | Jean Behra                  | Gordini             | 61     | + 1 volta            | 7    | 4      |
| 4    | 22 | Ken Wharton                 | Frazer Nash-Bristol | 60     | + 2 voltas           | 13   | 3      |
| 5    | 26 | Alan Brown                  | Cooper-Bristol      | 59     | + 3 voltas           | 15   | 2      |
| 6    | 38 | Toulo de Graffenried        | Maserati-Platé      | 58     | + 4 voltas           | 8    |        |
| 7    | 44 | Peter Hirt                  | Ferrari             | 56     | + 6 voltas           | 19   |        |
| 8    | 24 | Eric Brandon                | Cooper-Bristol      | 55     | + 7 voltas           | 17   |        |
| Ret  | 10 | Príncipe Bira               | Simca-Gordini       | 52     | Motor                | 11   |        |
| Ret  | 32 | André Simon Giuseppe Farina | Ferrari             | 51     | Magneto              | 4    |        |
| Ret  | 40 | Harry Schell                | Maserati-Platé      | 31     | Motor                | 18   |        |
| Ret  | 46 | Stirling Moss               | HWM-Alta            | 24     | Retirou-se           | 9    |        |
| Ret  | 20 | Lance Macklin               | HWM-Alta            | 24     | Retirou-se           | 12   |        |
| Ret  | 8  | Robert Manzon               | Gordini             | 20     | Radiador             | 3    |        |
| Ret  | 28 | Giuseppe Farina             | Ferrari             | 16     | Magneto              | 1    |        |
| Ret  | 18 | Peter Collins               | HWM-Alta            | 12     | Semieixo             | 6    |        |
| Ret  | 16 | George Abecassis            | HWM-Alta            | 12     | Semieixo             | 10   |        |
| Ret  | 2  | Hans Stuck                  | AFM-Küchen          | 4      | Motor                | 14   |        |
| Ret  | 4  | Toni Ulmen                  | Veritas             | 4      | Perda de combustível | 16   |        |
| Ret  | 12 | Louis Rosier                | Ferrari             | 2      | Acidente             | 20   |        |
| Ret  | 50 | Max de Terra                | Simca-Gordini       | 1      | Magneto              | 21   |        |
| DNS  | 14 | Maurice Trintignant         | Ferrari             | 0      | Motor                | 22   |        |

## Tabela do campeonato após a corrida
Classificação do mundial de pilotos
| Pos. | Piloto        | Pontos |
| ---- | ------------- | ------ |
| 1    | Piero Taruffi | 9      |
| 2    | Rudi Fischer  | 6      |
| 3    | Jean Behra    | 4      |
| 4    | Ken Wharton   | 3      |
| 5    | Alan Brown    | 2      |

- Nota: Somente as primeiras cinco posições estão listadas. Entre 1950 e 1953 cada piloto podia computar quatro resultados válidos por temporada havendo divisão de pontos em caso de monopostos compartilhados.